# 36 Sextantis
36 Sextantis är en orange jätte i Sextantens stjärnbild.
36 Sextantis har visuell magnitud +6,27 och är svagt synlig förblotta ögat vid mycket god seeing. Den befinner sig på ett avstånd av ungefär 480 ljusår.